# Прапрече при Шентјернеју
Прапрече при Шентјернеју (словен. Prapreče pri Šentjerneju) је насељено место у општини Шентјернеј, регија Југоисточна Словенија, Словенија.

## Историја
До територијалне реорганизације у Словенији било је у саставу старе општине Ново Место.

## Становништво
У попису становништва из 2011. године, Прапрече при Шентјернеју имало је 61 становника.
| Број становника према пописима | Број становника према пописима | Број становника према пописима |
| ------------------------------ | ------------------------------ | ------------------------------ |
| 1991                           | 2002                           | 2011                           |
| 51                             | 50                             | 61                             |

Напомена: До 1953. исказивано под именом Прапрече. Године 1953. повећано за насеље Гмајница, које је укинуто. Године 2004. извршена је мала размена територија између насеља Долење Градишче при Шентјернеју и Прапрече при Шентјернеју.